# Friedrich Waldow
Friedrich Waldow (* 13. Januar 1915 in Stettin; † 31. Januar 2013 in Essen) war ein deutscher Gehörlosenaktivist.
Er verlor sein Gehör im Alter von fünf Jahren. Von 1920 bis 1928 besuchte er die Taubstummenanstalt Stettin, 1931 schloss er seine Schulbildung in der Gehörlosenschule Berlin-Neukölln ab.
Im Jahr 1950 gründete er mit Heinrich Siepmann die Deutsche Gehörlosen-Zeitung (DGZ) und wirkte als deren Schriftleiter, seit 1974 auch als Herausgeber.
Bereits 1932 wurde Friedrich Waldow Schriftführer des Stettiner Gehörlosen-Sportvereins. Im Deutschen Gehörlosen-Sportverband war er von 1951 bis 1974 Geschäftsführer, von 1974 bis 1991 Präsident und seit 1991 bis zu seinem Tod Ehrenpräsident. Von 1971 bis 1978 und von 1981 bis 1985 war er Vizepräsident des Committee International des Sports Sourds.
Im Jahr 1959 übernahm er das Amt des Geschäftsführers des Deutschen Gehörlosen-Bundes, das er bis 1969 innehatte.
In Anerkennung seiner Verdienste wurde ihm 1981 das Bundesverdienstkreuz I. Klasse überreicht.
Ende Januar 2013 starb Friedrich Waldow im Alter von 98 Jahren.